# (36223) 1999 TJ267
1999 TJ267 (asteroide 36223) é um asteroide da cintura principal. Possui uma excentricidade de 0.13747870 e uma inclinação de 12.09117º.
Este asteroide foi descoberto no dia 3 de outubro de 1999 por LINEAR em Socorro.